# Yusuf Tavaslı
Yusuf Tavaslı (* 1935 in Tavas, Denizli) ist ein türkischer Schriftsteller.

## Biografie
Yusuf wurde 1935 im Dorf Gümüşdere, das zu Tavas gehört, geboren. Die Grundschule besuchte er in Tavas. 1950 zog er mit seiner Familie nach Istanbul, dort besuchte er auch die Mittelschule. Er lernte den Mufti von Eminönü Yekta Efendi kennen. Der Mufti vermittelte ihn den Hodscha Mustafa Halim Özyazıcı, durch ihn lernte Yusuf den Koran auswendig und wurde 1962 Hafiz. Später wurde er Schriftsteller beim Verlag Pamuk Yayınevi und veröffentlichte religiöse Bücher.
In den 1970er Jahren gründete er seinen eigenen Verlag Tavaslı Yayınları und veröffentlicht weiterhin religiöse Bücher. In seinen etwa 100 literarischen Werken befasst sich Yusuf Tavaslı ausschließlich mit islamischen Themen und rezitiert den Koran häufig. Einige Werke von ihm wurden ins Albanische und Bosnische übersetzt. Mit einer Auflage von über 10 Millionen Exemplaren seiner Bücher gehört er zu den meistgelesenen Autoren der Türkei. Zu den Bestsellern gehören die Bücher Tam Namaz Hocası, Tam Dua Kitabı und Mealli Yasin-i Şerif.

## Werke (Auswahl)
| - 11 Ay'ın Sultanı Ramazan. ISBN 975-8131-97-4 - 40 Hadis-i Şerif. ISBN 975-8131-10-9 - Ana-Baba Haklarının Fazileti. ISBN 975-8131-31-1 - Camilerimiz ve Namaz. ISBN 975-6400-34-X - Dini Hikayeler Kitabı. ISBN 975-8131-14-1 |

| Personendaten    | Personendaten                                         |
| ---------------- | ----------------------------------------------------- |
| NAME             | Tavaslı, Yusuf                                        |
| KURZBESCHREIBUNG | türkischer Schriftsteller und islamischer Geistlicher |
| GEBURTSDATUM     | 1935                                                  |
| GEBURTSORT       | Tavas, Denizli                                        |